# 米洛斯·邁克連
米洛斯·邁克連（Miloš Mikeln，1930年5月23日—2014年4月2日），是一名斯洛文尼亚记者、剧作家、导演和作家。早年毕业于卢布尔雅那大学。他是斯洛文尼亚国际笔会会长。他也是斯洛文尼亚作家协会的会员。
2014年4月2日，他因自然原因去世，享年83岁。

## 其他链接

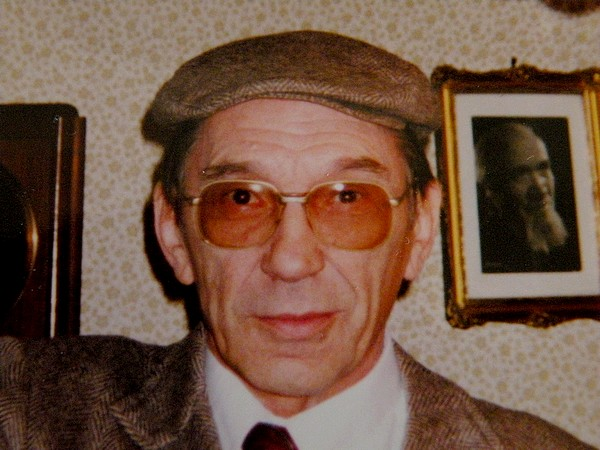
2011年的米洛斯·邁克連

- Miloš Mikeln biography （页面存档备份，存于）